# Harpan 24 och 25

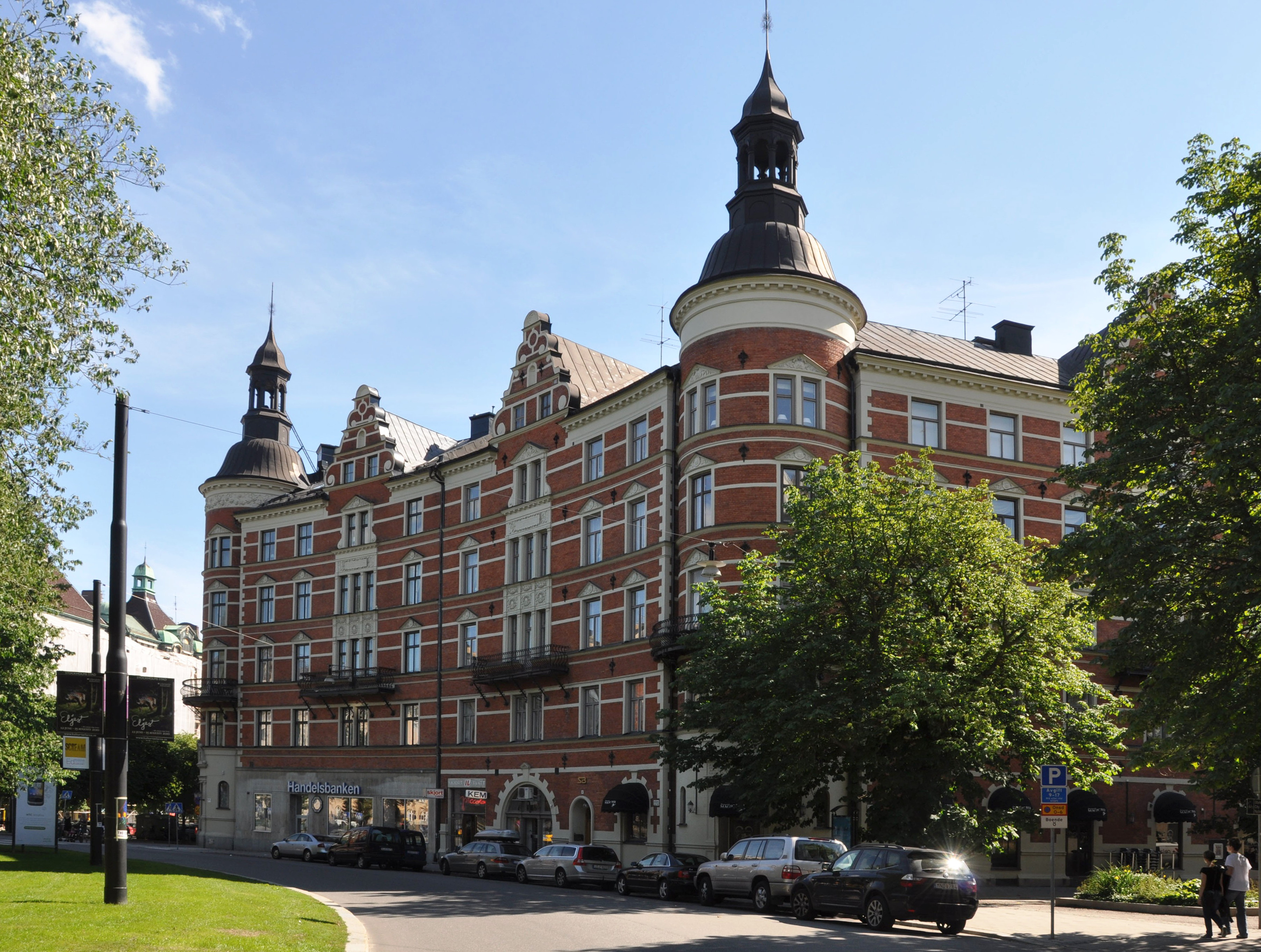
Harpan 24 och 25, Karlaplan 6–8, 2010.

Harpan 24 och 25 är två bostadsfastigheter i kvarteret Harpan vid Karlaplan 6–8 på Östermalm i centrala Stockholm. Fastigheterna uppfördes 1888–1889 och är blåmärkta av Stadsmuseet i Stockholm vilket innebär "att bebyggelsen bedöms ha synnerligen höga kulturhistoriska värden".

## Historik

### Harpan 24 och 25

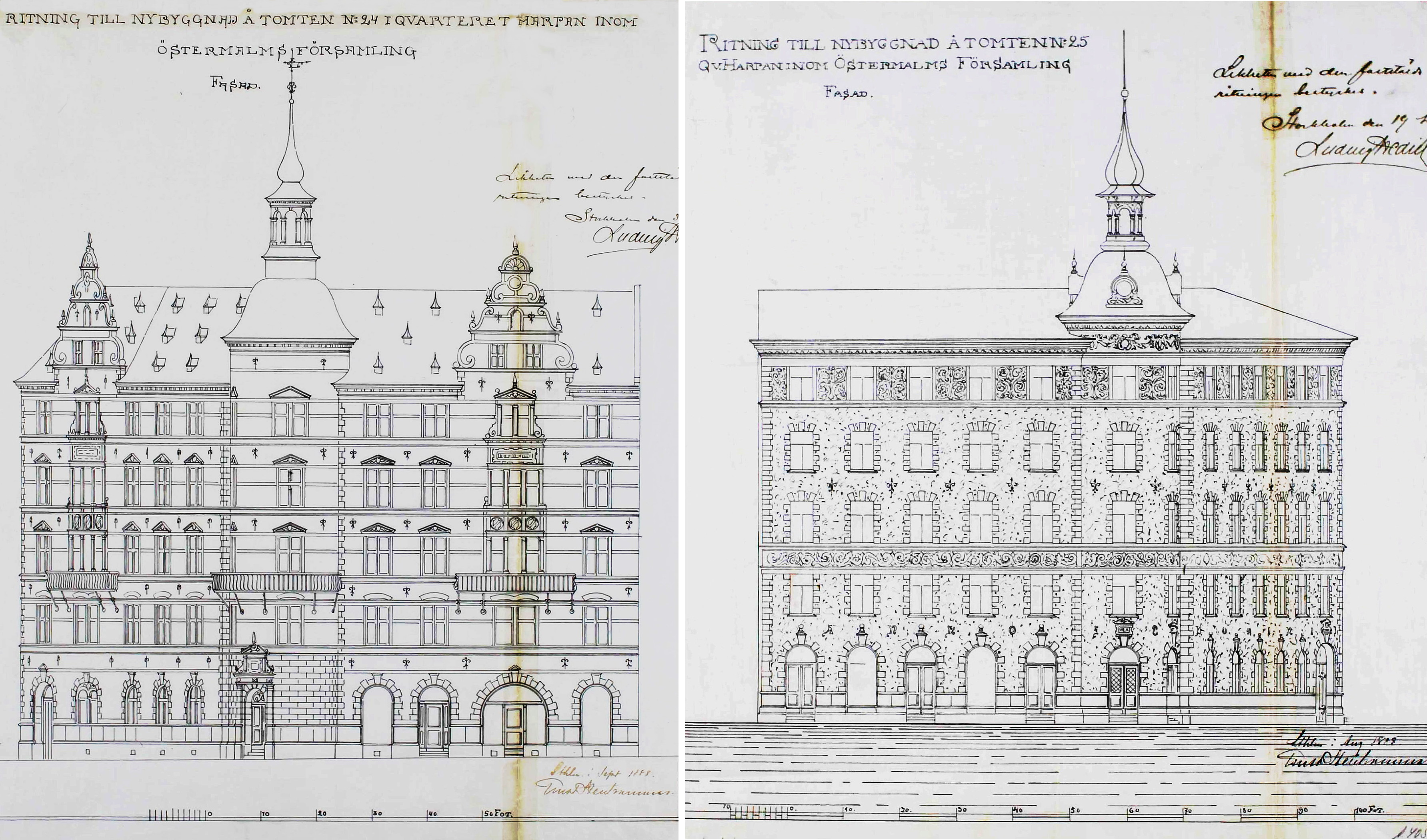
Harpan 24 och 25 fasadritningar 1888.

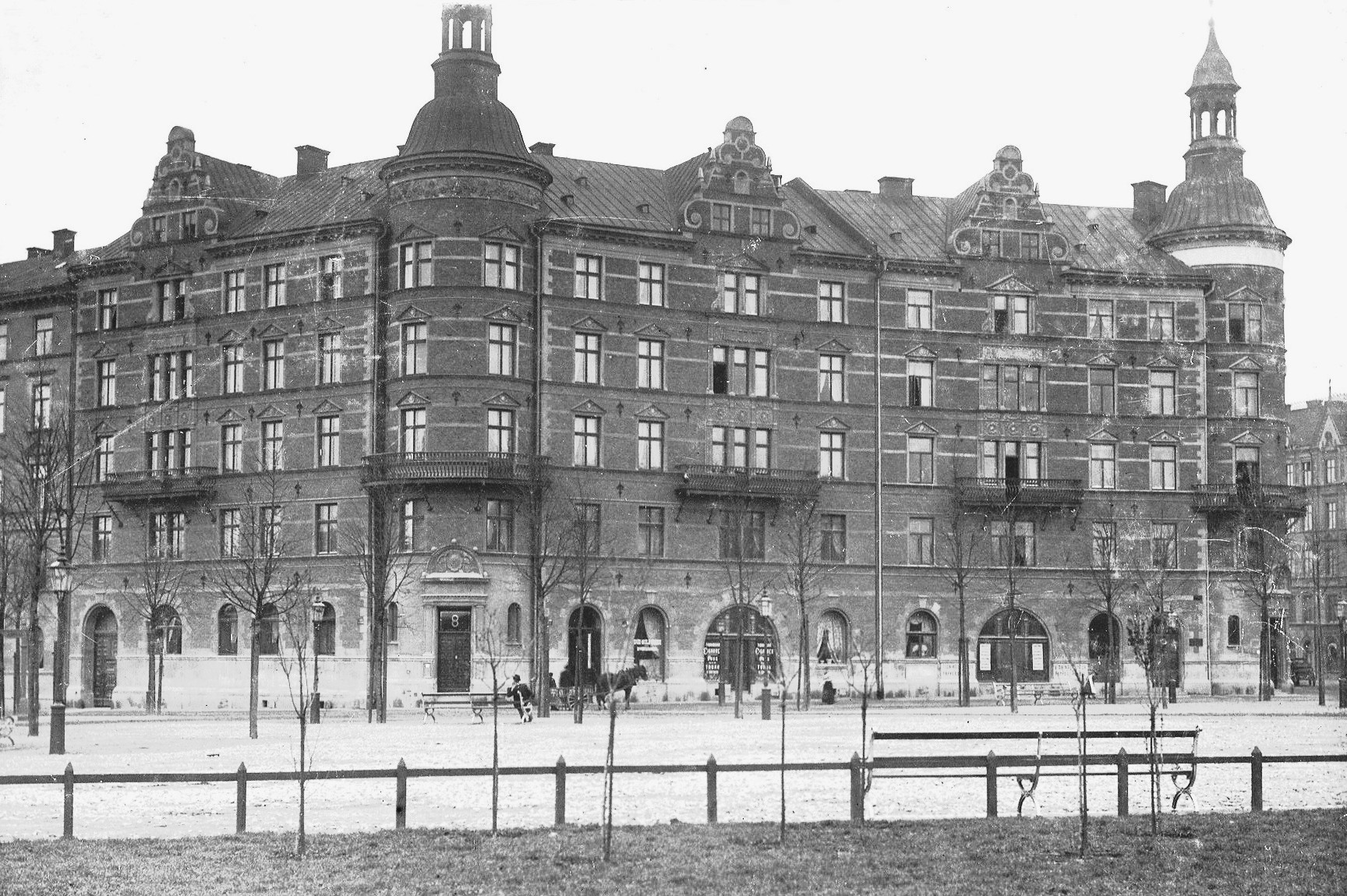
Harpan 24 och 25 omkring 1900.

De båda sammanbyggda fastigheterna uppfördes 1888–1889 efter ritningar av arkitekt Ernst Stenhammar, dock med olika byggherrar. Medan Harpan 24 beställdes av C.A. Törner var byggherre och byggmästare för Harpan 25 Carl Wiktor Boqvist. Stenhammar gestaltade fasadernas utseende i stor överensstämmelse med grannfastigheten Minan 9 som uppfördes ungefär samtidigt. Tillsammans med Minan 9 bildade fasadernas svängda och svagt konkava form den sydvästra sektorn i Karlaplanens aldrig fullföljda cirkelform. 
Arkitekturen i rött fasadtegel och med hörntorn, trappgavlar, tandsnittslist och toureller anknyter till 1600-talets nordeuropeiska renässans. Fasaddekor finns i form av fönsteröverstycken och listverk i ljus puts. Smidda ankarslut förstärker den borgliknande och ålderdomliga karaktären. Gårdsfasaderna utfördes betydligt enklare, de är slätputsade och avfärgade i gul kulör. 
Båda byggnaderna fick fem våningar med butiker i bottenvåningen och stora lägenheter på de övriga planen. Moderniteter som hiss och centralvärme installerades i Harpan 24 redan 1906 respektive 1930 medan Harpan 25 fick hiss 1922 och centralvärme först 1936. Apoteket Falken flyttade 1912 in i en av butikslokalerna i Harpan 25. För utformningen av apotekets lokaler stod arkitekt Hugo Rahm som ritade många apoteksinredningar runtom i Sverige kring sekelskiftet 1900. Numera finns apoteket Falken i närbelägna Fältöversten.

### Harpan 23
Till byggnadskomplexet hör även fastigheten Harpan 23 vid Narvavägen 35. Harpan 23 uppfördes samtidigt som Harpan 24 och 25, arkitekt var även här Ernst Stenhammar vilken även fungerade som beställare. Byggmästare Olof Forsberg uppförde huset. Byggnadens gatufasad har ett betydligt enklare gestaltning än den vid Karlaplan. Gatufasaden är utförd i svagt rusticerad vit slätputs. Entréportalen är välvd och har en omfattning i natursten med inskription. Fastigheten år grönmärkt av Stadsmuseet vilket innebär ”att den representerar ett högt kulturhistoriskt värde och är särskilt värdefull från historisk, kulturhistorisk, miljömässig eller konstnärlig synpunkt”.